# Dean Furman
Dean Furman (* 22. Juni 1988 in Kapstadt) ist ein südafrikanischer Fußballspieler.

## Karriere
Dean Furman begann seine Karriere 2003 in der Jugend des FC Chelsea und wechselte im Mai 2006 in die Jugendakademie der Glasgow Rangers, an der er zwei weitere Jahre in der Jugendmannschaft verbrachte. In der Saison 2008/09 bekam er einen Profivertrag und debütierte am 10. Mai 2008 im Spiel gegen Dundee United, als er in der zweiten Halbzeit eingewechselt wurde.
Am 27. August 2008 wurde er vom Bradford City AFC, der vom ehemaligen Trainer der Rangers Stuart McCall trainiert wurde, bis Ende Januar 2009 ausgeliehen. Seinen ersten Einsatz hatte er im Spiel gegen Aldershot Town, in dem er gegen Ende des Spieles aufs Feld kam. Nach zwölf absolvierten Ligaspielen verletzte er sich am Knie und musste bis zum 16. Dezember 2008 pausieren. Sein erstes Spiel nach der Verletzung war das Spiel gegen Hartlepool United, bei dem er als Einwechselspieler eingesetzt wurde. Am Ende des Jahres wurde seine Leihfrist bis zum Saisonende verlängert. Bis Saisonende bestritt Furman 31 Ligaspiele und erzielte dabei fünf Tore.
Am Ende der Saison kehrte er zu den Glasgow Rangers zurück und wurde kurze Zeit später vom englischen Verein Oldham Athletic verpflichtet. Am 29. Juni 2009 unterschrieb er einen Dreijahresvertrag. Furman erzielte im Jahr 2011 das „Football League Goal of the Year“ im Spiel gegen Notts County. In der Saison 2011/12 war er Mannschaftskapitän. In den drei Jahren, in denen er für Oldham spielte, bestritt er 131 Ligaspiele und traf achtmal ins Tor.
Am 14. März 2012 wurde er von den Doncaster Rovers für die Saison 2012/13 ausgeliehen und in der darauffolgenden Saison fest verpflichtet. Während seiner Leihfrist absolvierte er acht Ligaspiele ohne Torerfolg. Nach seiner Verpflichtung wurde Furman fester Bestandteil der ersten Elf.

### Nationalmannschaft
Am 19. August 2012 gab er sein Debüt für die südafrikanische Fußballnationalmannschaft beim Freundschaftsspiel gegen Brasilien (0:1). Seitdem absolvierte er 29 A-Länderspiele und erzielte zwei Tore.

## Titel und Ehrungen
- Football League One 2012/13